# Ašqudum
Ašqudum war ein Opferschauer in Mari zur Zeit des Zimrī-Līm und Ehemann von dessen Schwester Jamama. Innerhalb der Palastverwaltung nahm er eine zentrale Stellung ein und besaß ein eigenes Archiv, das bei den dortigen Ausgrabungen gefunden wurde. Dieses gehört neben der Bibliothek des Aššurbanipal zu den wichtigsten Quellen zur Erforschung von Divination im Alten Orient.